# Miejski Ośrodek Kultury w Policach

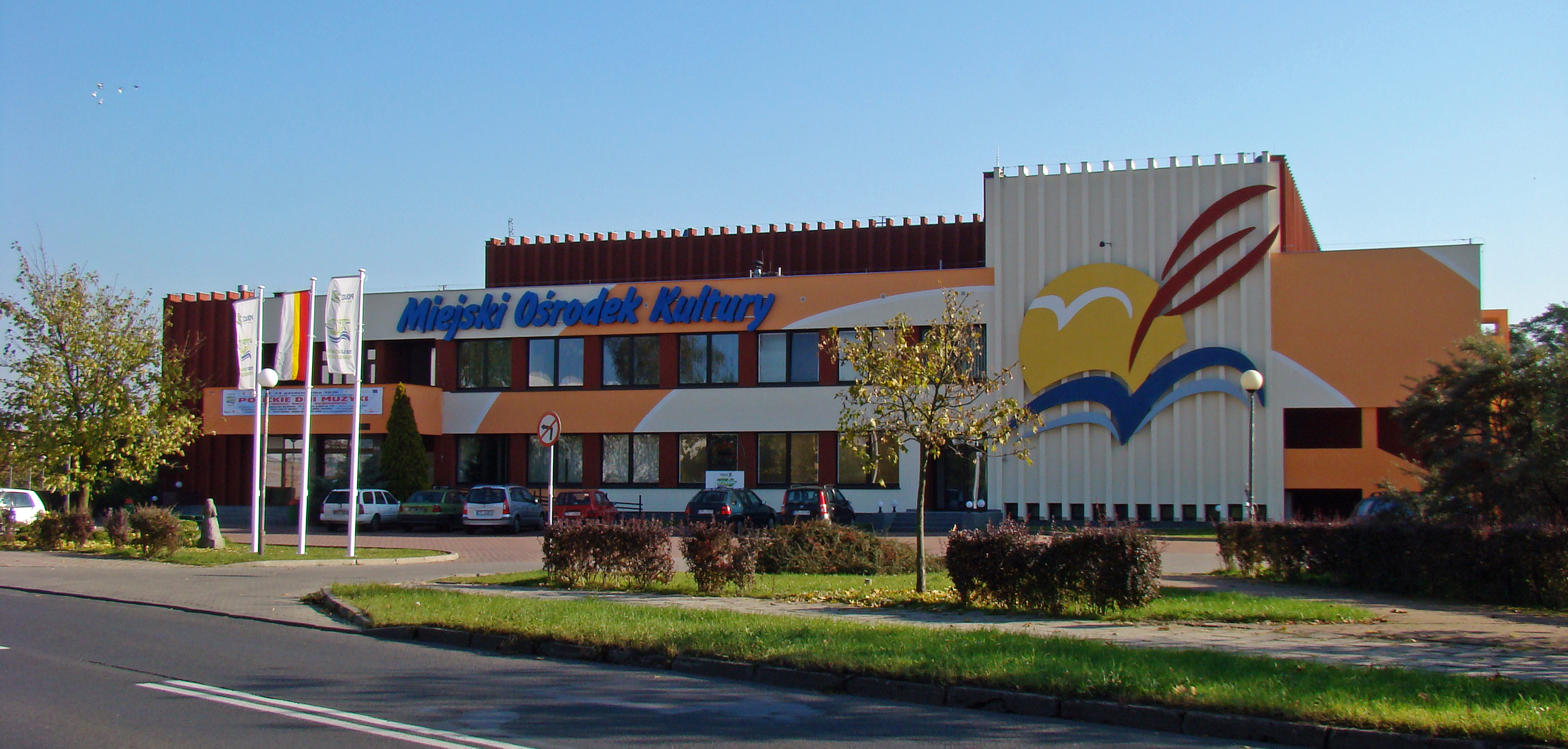
Miejski Ośrodek Kultury

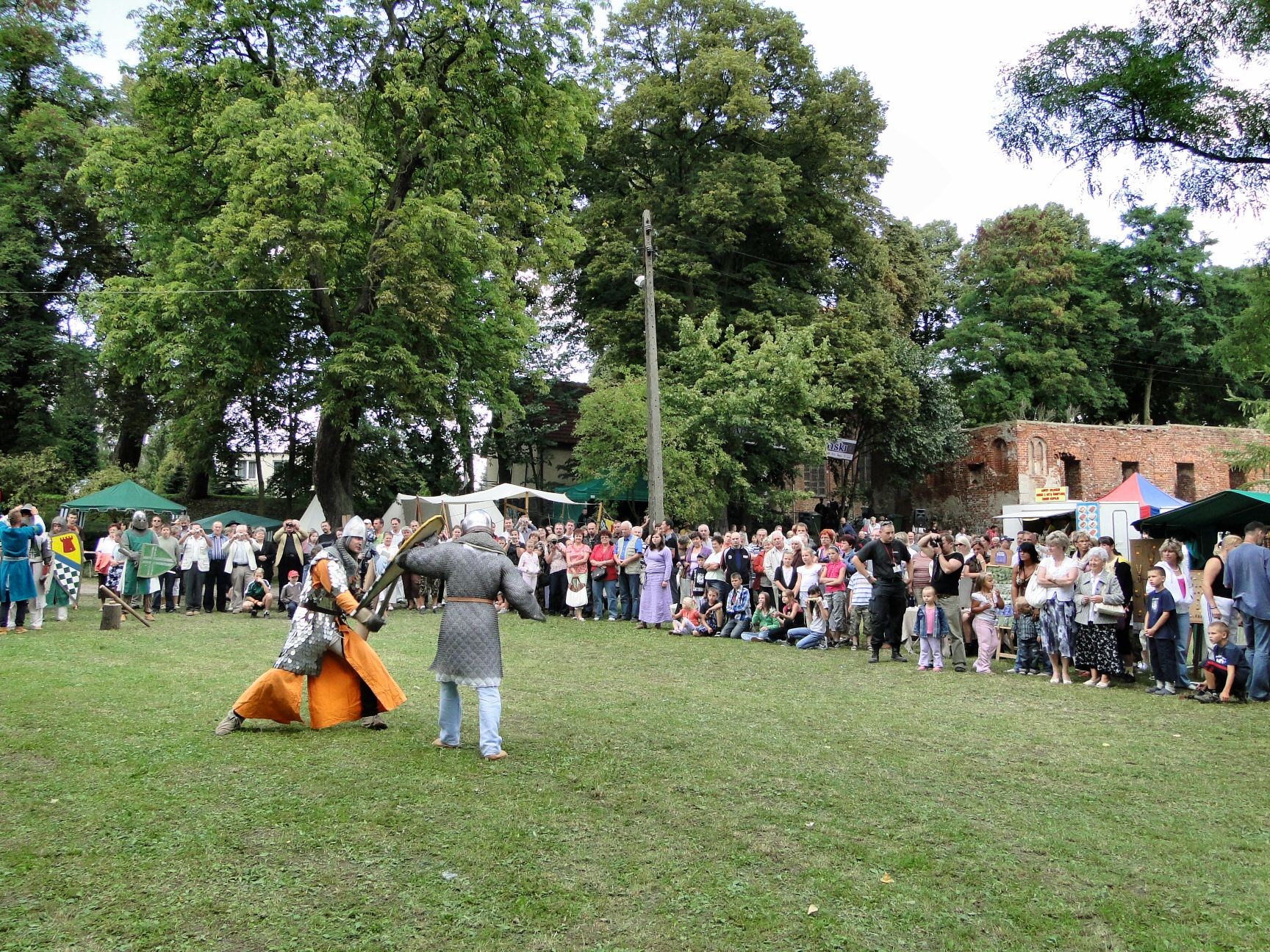
Pokaz walk rycerskich podczas Jarmarku Augustiańskiego w Policach-Jasienicy w 2009 r.

Miejski Ośrodek Kultury – instytucja kultury działająca w Policach, stanowiąca centrum kulturalno-oświatowe miasta.
W ramach Miejskiego Ośrodka Kultury działalność prowadzą:
- ABC Fotografii
- Chór Cantore Iuvenium
- Compania Baletowa
- Galeria Historyczna Polic - utworzona przez Jana Maturę w 1997 roku, prezentuje eksponaty związane z historią ziemi polickiej, organizuje zajęcia dydaktyczne i wycieczki terenowe. W zbiorach galerii znajdują się: eksponaty obrazujące osadnictwo na ziemi polickiej na przełomie mezolitu i neolitu, makiety dawnych a nieistniejących współcześnie budynków miasta, pamiątki dotyczące historii Polic i Pomorza
- Galeria OBOK - prowadząca działalność edukacyjną oraz skupiająca artystów Pomorza Zachodniego, Meklemburgii – Pomorza Przedniego i Berlina
- Nauka gry na keyboardzie oraz pianinie
- Nauka gry na perkusji
- Policki Chór Kameralny Postcriptum
- PP66
- Pracownia ceramiczna
- Smokuś
- Studio gitarowe
- Studio wokalne
- Teatr Elipsa - młodzieżowy teatr dramatyczny założony w 2007 r. z inicjatywy Aleksandry Słowińskiej. Wystawia liczne bajki dla dzieci, realizuje widowisko plenerowe „Świętojanka” oraz angażuje się w lokalne imprezy i wydarzenia tematyczne. Do 2016 roku włącznie organizował polsko-niemiecki festiwal teatralny Teatralna Elipsa Kreatywności. Członkowie teatru reprezentowali miasto podczas artystycznych działań w Hiszpanii, Turcji, we Włoszech
- Zespół Folklorystyczny Balbiny
- Zespół Tańca Ludowego Policzanie

Miejski Ośrodek Kultury w Policach jest jednym z najważniejszych ośrodków kultury w województwie zachodniopomorskim. Organizuje wiele wydarzeń kulturalnych w mieście i okolicy, np. Polickie Dni Muzyki „Cecyliada”, Międzynarodowe Dni Polic, Jarmark Augustiański w Policach-Jasienicy, Dzień kultury greckiej w Policach a w Trzebieży - m.in. Trzebieskie Neptunalia. W przeszłości był gospodarzem corocznego festiwalu teatralnego Teatralna Elipsa Kreatywności w Policach. Współpracuje z wieloma instytucjami regionalnymi oraz ośrodkami z Niemiec. Przy MOK-u działa Polickie Centrum Wolontariatu.
Dyrektorem jest Anna Ryl. MOK mieści się w budynku przy ul. Siedleckiej 1a na Osiedlu Gryfitów w Policach.